# 웨인 피넉
웨인 피넉(영어: Wayne Pinnock, 2000년 10월 24일~)은 자메이카의 육상 선수로 주 종목은 멀리뛰기이다. 2024년 하계 올림픽 남자 멀리뛰기 종목에서 은메달을 획득했다. 또한 세계 육상 선수권 대회에서 은메달 1개(2023)를 획득했다.